# Kenneth Roane
Kenneth Abraham Roane (* 1900; † 1984) war ein US-amerikanischer Jazzmusiker (Trompete, Arrangement, auch Klarinette, Saxophon, Oboe).

## Leben und Wirken
Roane wuchs in Springfield (Montana) auf und kam 1923 nach New York City. Dort arbeitete er ab den späten 1920er-Jahren als Trompeter und Arrangeur u. a. mit Jelly Roll Morton, Cecil Scott, Fess Williams („Hot Town“), Lloyd Scott, 1929 bei Clarence Williams and His Blue Moaners („Moanin’ Low“). Während der Depressionsjahre leitete er ein eigenes Orchester und trat auch gelegentlich in Broadway-Shows auf. Daneben spielte er mit Joe Jordan, Charlie Johnson, Sammy Stewart, Sam Wooding und Wen Talbot's Harlem Symphonic Society Orchestra. Mitte der 1930er-Jahre nahm er in Chicago mit Eddie Cole's Solid Swingers auf (was auch die erste Aufnahmesession des jungen Nat Cole war), 1939 mit einer Band aus Sidney Bechet, Willie The Lion Smith, Olin Aderhold (Bass) und Leo Warney (Schlagzeug), mit der er haitianische Songs aufnahm.
Im folgenden Jahrzehnt spielte Roane bei Louis Jordan, „Kansas City“ Jimmy Smith and His Sepians (u. a. mit Sammy Price und der Sängerin Nora Lee King), Noble Sissle, Buddy Johnson, Claude Hopkins und Basil Spears. Im Bereich des Jazz war er zwischen 1927 und 1950 an 17 Aufnahmesessions beteiligt, zuletzt mit dem Sänger Tom Fletcher. Er schrieb u. a. den Titel „Roane’s Idea“. In seinen späteren Jahren arbeitete Roane als Musikpädagoge und Gewerkschaftler.